# Лужники (бассейн)
Олимпийский бассейн, ранее — Плавательный бассейн Центрального стадиона им. Ленина (полное современное наименование Дворец водных видов спорта «Лужники») — центр водных видов спорта в Москве, часть спорткомплекса «Лужники». Был построен в 1956 году по проекту архитектора А. В. Власова. Реконструирован в 1980 году. Вместимость составляла 10 500 мест. Принимал соревнования по водному поло на летних Олимпийских игр 1980 года. Также на нём проводились мероприятия во время летней Универсиады 1973 года, 12-го Всемирного фестиваля молодёжи и студентов (1985 год), Игр доброй воли (1986 год), Спартакиад народов СССР и других.
В 2013 году был проведен национальный конкурс на разработку архитектурной концепции реконструкции бассейна «Лужники». Всего было подано 43 заявки от российских и международных консорциумов. Победителем стало московское проектное бюро UNK project. Реконструкция бассейна Олимпийского комплекса «Лужники» началась в октябре 2014 года. Открытие Дворца водных видов спорта состоялось 7 сентября 2019 года. Президент РФ Владимир Путин и мэр Москвы Сергей Собянин в День города открыли комплекс в тестовом режиме. Первых посетителей Дворец водных видов спорта принял 17 ноября 2019 года . Новый плавательный центр представляет собой универсальный, многофункциональный и всесезонный комплекс, предназначенный как для профессиональных спортсменов, так и для любителей..